# Ханти-Мансійськ
Ха́нти-Мансі́йськ, інколи Йомвош або Абга (рос. Ханты-Мансийск, хант. Ёмвош, Ёмвоҷ, манс. Абга) — місто, центр Ханти-Мансійського автономного округу Тюменської області, Росія. Адміністративний центр та єдиний населений пункт Ханти-Мансійського міського округу.
Населення — 99355 осіб (2019, 80151 у 2010, 53953 у 2002).

## Історія
Заснований 1930 року як робітниче селище за 3 кілометри від села Самарового, відомого з 1637 року. До 1940 року мав назву Остяко-Вогульськ. 1950 року одержав статус міста, до його складу було включено село Самарово — центр Самаровського району і всього округу, Ханти-Мансійськ став адміністративним центром Ханти-Мансійського району і автономного округу.
З 1992 року місто має статус центра автономного округу, а з 1993 — адміністративного центра. 28 березня 1995 року даний статус був закріплений прийняттям федерального закону № 154-ФЗ «Про місто Ханти-Мансійськ як центр автономного округу».

## Пам'ятки
- Археопарк — культурно-туристичний комплекс, філія Музею природи і людини.

## Спорт
Ханти-Мансійськ є центром гірськолижного спорту. Тут проходять чемпіонати світу з біатлону, в місті непогано розвинений туризм, 2005 року до послуг туристів було 15 готелів.